# Chiqueiro

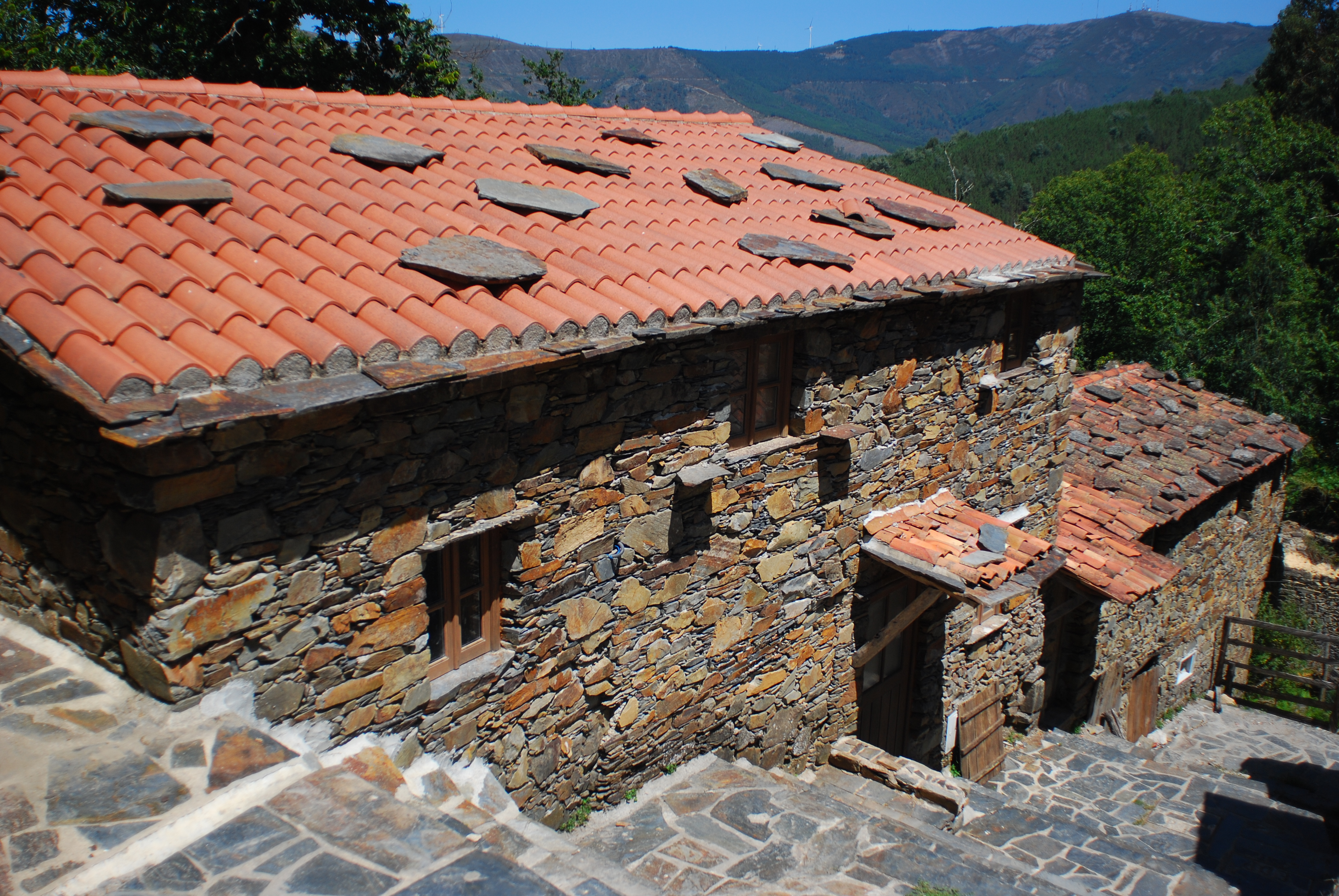
Chiqueiro

Chiqueiro ist ein portugiesisches Dorf in der Gemeinde (Freguesia) von Casal de Ermio, im Kreis (Concelho) von Lousã.
Es liegt zusammen mit den Dörfern Talasnal und Casal Novo in der Serra da Lousã, einem Ausläufer des Iberischen Scheidegebirges. Alle drei Dörfer gehören zur Route der traditionellen Schiefer-Dörfer der Region, den Aldeias do Xisto. Wanderwege verbinden die Orte und führen durch die waldreiche Berglandschaft, die von Flüssen durchzogen ist.
Die Lage inmitten sehenswerter Landschaften und der halbverlassene Eindruck des Dorfes Chiqueiro machen dabei seinen besonderen Reiz aus.
Ein Aussichtspunkt mit Rastplatz und einer kleinen Hütte als Unterstand ist auf einer Anhöhe hier eingerichtet und wurde im Februar 2012 von den Mitgliedern des Geländewagenvereins Landlousã rundum renoviert.